# キリア (小惑星)
キリア (470 Kilia) は、小惑星帯に位置する小惑星の一つ。
ルイージ・カルネラが発見し、ドイツのシュレスヴィヒ・ホルシュタイン州の州都キールのラテン語名から名づけられた。